# 中国による対外諜報活動
中国による対外諜報活動は、中華人民共和国政府が国外において、多様な手段を通じて実施している諜報活動を指す。これらの活動は主に、中華人民共和国国家安全部（MSS）、中華人民共和国公安部（MPS）、中国共産党中央統一戦線工作部（UFWD）、中国人民解放軍（PLA）統合参謀部情報局などの政府機関を通じて指導・遂行されており、また、多数のフロント組織および国有企業がこれに関与している。
同政府は、機密情報への遠隔アクセスを目的としたサイバー諜報活動（サイバー・スパイ）、通信傍受による情報収集（シギント）、人的諜報（ヒューミント）を含む多様な手法を用いている。また、海外の華僑・華人社会や関連団体を対象とした統一戦線工作など、政治的影響力行使（影響工作）も実施しているとされる。
さらに、中国政府は経済的利益を目的とした産業スパイ活動にも関与しており、技術や機密情報の取得を通じて国内産業の強化を図っているとされる〔注2〕。加えて、チベット独立運動、ウイグル人、台湾独立支持者、香港独立運動、法輪功、民主化運動支持者など、中国共産党に批判的な人物や団体に対して、越境的な弾圧（トランスナショナル・リプレッション）も行っているとの指摘がある。
アメリカ合衆国政府は、中華人民共和国によるこれらの諜報活動の規模および積極性は前例のないものであると主張しており、特に米国内において多岐にわたる活動が展開されていると報告されている。戦略国際問題研究所（Center for Strategic and International Studies）によれば、こうした活動によるアメリカ経済への損失は数千億ドル規模に達するとの推定も存在する。

## 日本における事例
セキュリティ企業トレンドマイクロの報告によれば、「ラッキーキャット（Luckycat）」と呼ばれるハッカーグループは、日本、インド、チベットを標的としたサイバー諜報活動に関与しているとされる。2011年の東日本大震災および福島第一原子力発電所事故の際、このグループは、放射線量に関する情報を含む電子メールのPDF添付ファイルにトロイの木馬型ウイルスを仕込んで拡散した。
トレンドマイクロと『ニューヨーク・タイムズ』の調査により、このマルウェアの指令・制御サーバ（C&Cサーバ）の所有情報が、QQ番号および「scuhkr」というハンドルネームを通じて、顧凱源（Gu Kaiyuan）という人物に関連付けられた。顧氏は四川大学情報安全研究所の大学院生であり、修士論文ではコンピュータハッキングをテーマとしていた。
米戦略国際問題研究所（CSIS）のジェームズ・A・ルイスは、これらの攻撃は国家支援によるものであるとの見解を示している。